# Amance (Haute-Saône)
Ne doit pas être confondu avec Amancey.
Pour les articles homonymes, voir Amance.
Amance est une commune française située dans le département de la Haute-Saône, en Franche-Comté, dans la région administrative Bourgogne-Franche-Comté.

## Géographie

### Hydrographie
La commune d'Amance est traversée par La Superbe, un cours d'eau affluent de rive gauche de la Saône.

### Climat
Pour des articles plus généraux, voir Climat de la Bourgogne-Franche-Comté et Climat de la Haute-Saône.
En 2010, le climat de la commune est de type climat des marges montargnardes, selon une étude du Centre national de la recherche scientifique s'appuyant sur une série de données couvrant la période 1971-2000. En 2020, Météo-France publie une typologie des climats de la France métropolitaine dans laquelle la commune est exposée à un climat semi-continental et est dans la région climatique Lorraine, plateau de Langres, Morvan, caractérisée par un hiver rude (1,5 °C), des vents modérés et des brouillards fréquents en automne et hiver.
Pour la période 1971-2000, la température annuelle moyenne est de 10,1 °C, avec une amplitude thermique annuelle de 17,2 °C. Le cumul annuel moyen de précipitations est de 959 mm, avec 12,9 jours de précipitations en janvier et 9,6 jours en juillet. Pour la période 1991-2020, la température moyenne annuelle observée sur la station météorologique de Météo-France la plus proche, « Montureux-lès-Baulay », sur la commune de Montureux-lès-Baulay à 6 km à vol d'oiseau, est de 10,9 °C et le cumul annuel moyen de précipitations est de 907,3 mm. 
La température maximale relevée sur cette station est de 40,8 °C, atteinte le 25 juillet 2019 ; la température minimale est de −25 °C, atteinte le 26 février 1986,,.
Les paramètres climatiques de la commune ont été estimés pour le milieu du siècle (2041-2070) selon différents scénarios d'émission de gaz à effet de serre à partir des nouvelles projections climatiques de référence DRIAS-2020. Ils sont consultables sur un site dédié publié par Météo-France en novembre 2022.

## Urbanisme

### Typologie
Au 1er janvier 2024, Amance est catégorisée commune rurale à habitat dispersé, selon la nouvelle grille communale de densité à sept niveaux définie par l'Insee en 2022.
Elle est située hors unité urbaine. Par ailleurs la commune fait partie de l'aire d'attraction de Vesoul, dont elle est une commune de la couronne,. Cette aire, qui regroupe 158 communes, est catégorisée dans les aires de 50 000 à moins de 200 000 habitants,.

### Occupation des sols
L'occupation des sols de la commune, telle qu'elle ressort de la base de données européenne d’occupation biophysique des sols Corine Land Cover (CLC), est marquée par l'importance des territoires agricoles (51,8 % en 2018), une proportion identique à celle de 1990 (51,8 %). La répartition détaillée en 2018 est la suivante :
forêts (35,8 %), prairies (25,4 %), terres arables (16,3 %), zones agricoles hétérogènes (10,1 %), milieux à végétation arbustive et/ou herbacée (6,9 %), zones urbanisées (3,9 %), zones industrielles ou commerciales et réseaux de communication (1,6 %). L'évolution de l’occupation des sols de la commune et de ses infrastructures peut être observée sur les différentes représentations cartographiques du territoire : la carte de Cassini (XVIIIe siècle), la carte d'état-major (1820-1866) et les cartes ou photos aériennes de l'IGN pour la période actuelle (1950 à aujourd'hui).

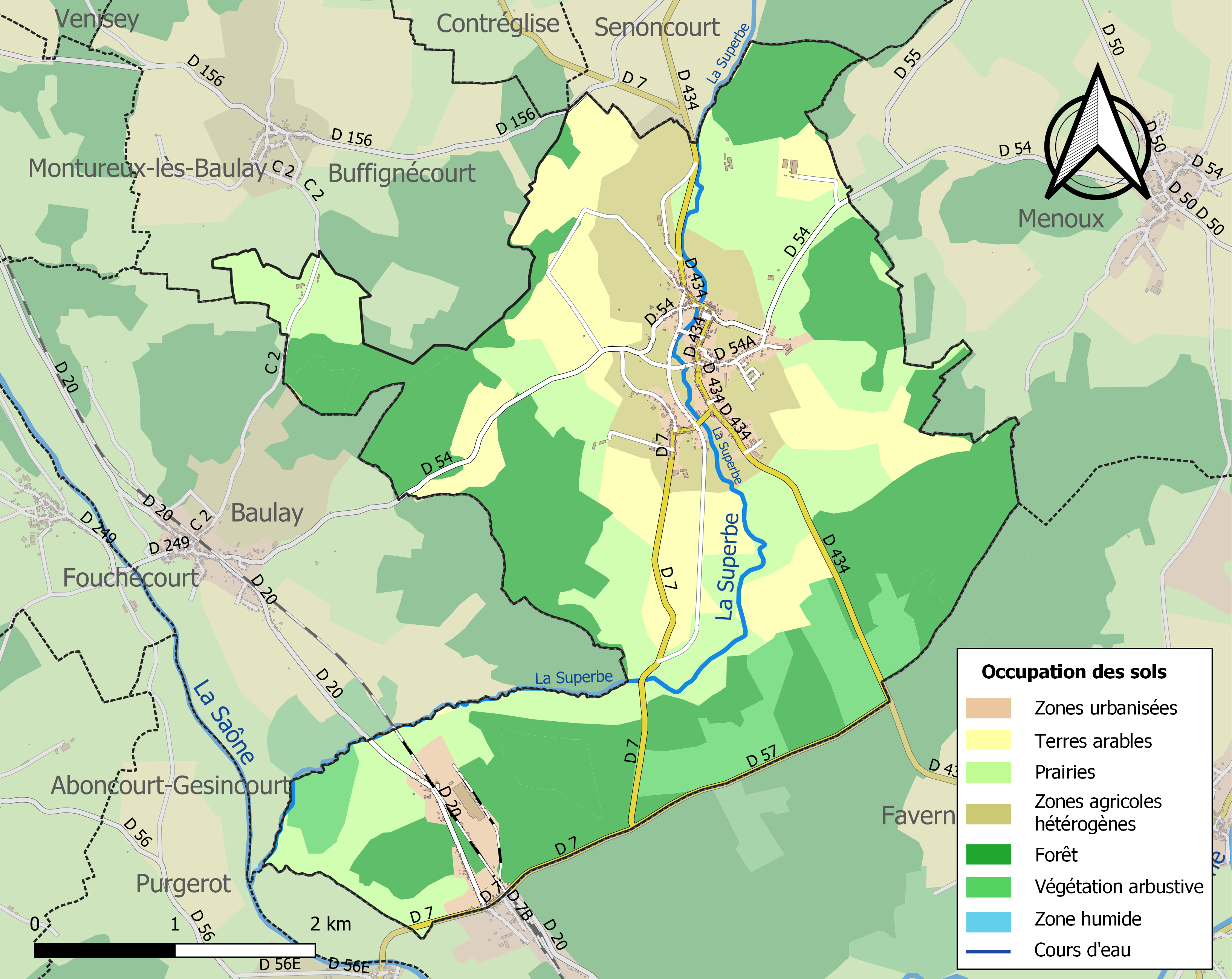
Carte des infrastructures et de l'occupation des sols de la commune en 2018 (CLC).

### Voies de communication et transports

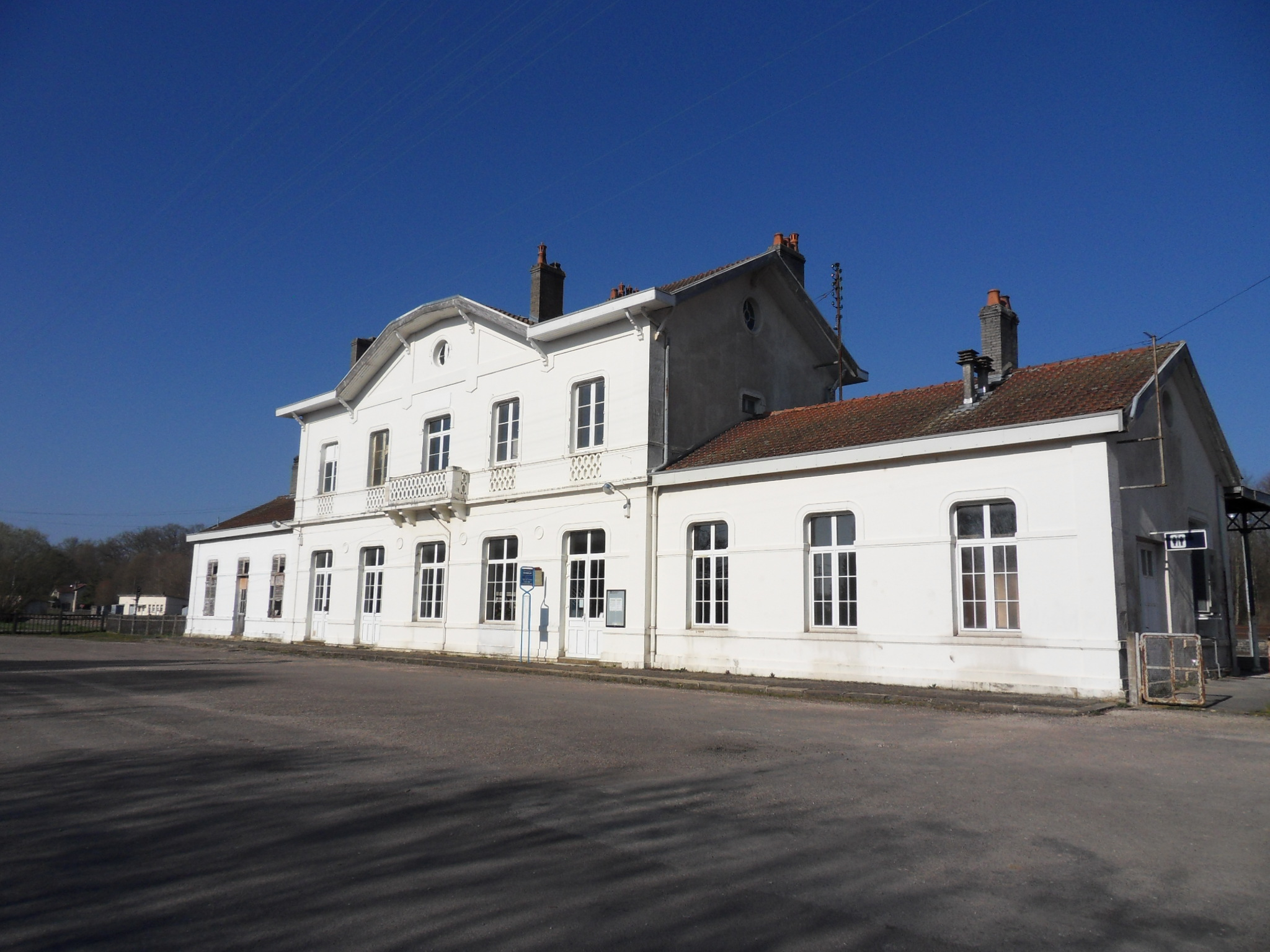
La gare de Port-d'Atelier-Amance en 2014.

La gare de Port-d'Atelier (ligne de Paris-Est à Mulhouse-Ville) est située au hameau de Port d'Atelier, sur le territoire communal de Faverney. C'est le point de bifurcation de l'embranchement de la ligne d'Aillevillers à Port-d'Atelier (relation Vesoul à Nancy par Épinal).

## Toponymie
Le village a pris le nom de la petite rivière qui le traverse aujourd’hui encore et qui s’appelait autrefois « l’Amance ». Devenue « la Superbe », certainement la rivière a-t-elle changé de nom pour éviter la confusion avec « l’Amance » qui elle rejoint la Saône, en rive droite, à proximité de Jussey.

## Histoire
Aucune trouvaille archéologique ancienne ne peut attester d’une présence humaine aux époques celtique ou préceltique. Des vestiges de postes de gardes ont cependant été découverts dans le bois, entre Faverney et Amance, certainement traces d’une voie romaine qui rejoignait Contréglise et devait traverser le territoire actuel d’Amance (entre « le Mont » et « les Roches »).
La dédicace de l’église actuelle du village à Saint-Laurent, typique de la première évangélisation, pourrait faire avancer l’hypothèse d’une création de la paroisse avant le 10e siècle. Mais il n’existe aucune trace tangible d’Amance dans l’histoire avant le XIIe siècle...
Au XIIe siècle, les terres d’Amance, qui appartiennent en grande partie à l'abbaye voisine de Faverney, constituent un fief du comte de Bourgogne gardien de ladite abbaye.
En 1276, un traité de partage des droits entre l’abbé de Faverney et Alix de Bourgogne mentionne, entre autres villages : l’Aître, Le Magny, et le Mont-Sainte-Marie, « lesquels sont appelés vulgairement Emancia » c’est-à-dire Amance. Ces « trois noyaux de peuplement » correspondent aux trois quartiers du village que l’on nomme aujourd’hui « le Bourg », « le Magny » et « le Mont ».
Après 1276, la construction d’un château est entreprise. Pourtant, au XIVe siècle, la région vit les années terribles des guerres intérieures, invasions des « routiers », peste noire qui ravage la province vers 1349… Malgré tout, si l’on en croit P.-L. David, en 1373, à la mort de Jean II de Bourgogne, « le château [d’Amance] est debout, l’enceinte du bourg s’achève lentement. Les terres sont remises en culture, les campagnes dévastées se repeuplent… ».
La seigneurie passe alors, par mariage, à la famille de Neufchâtel très attachée à la terre d’Amance. Il faut citer en particulier Jean Ier de Neufchâtel-Montaigu qui, après s’être rangé aux côtés des ducs de Bourgogne et avoir accèdé aux plus hautes charges du pouvoir, tombe en disgrâce, il se retire un temps à Amance avant de partir en Terre sainte où il meurt en 1433.
Au début du XVIe siècle, toujours par mariage, Amance revient à la famille de Rye, l’une des familles les plus illustres et les plus puissantes de Franche-Comté…
Comme toute la Comté, Amance subit, dans le courant et à la fin du XVIe siècle, des incursions de troupes armées détruisant tout, pillant et incendiant, village et châteaux.
Mais, c’est au cours de la Guerre de dix-ans (1634-1644) que la Franche-Comté connaît les pires calamités combinées de la guerre, de la famine et de la peste. Amance qui comptait 127 feux en 1600 n’en compte plus que 48 en 1688. Le château, déjà largement endommagé en 1595, est détruit en 1638.
En 1678, la Franche-Comté est définitivement rattachée à la France. Amance connaît alors de profondes transformations :  les seigneurs d’Amance ne résidant plus au village sont de moins en moins mêlés à la vie locale ; les pierres du château en ruine servent à bâtir de nouveaux édifices (nouvelle église en 1721, belles maisons pour une nouvelle bourgeoisie enrichie remplaçant peu à peu l’ancienne noblesse…) ; les murs des remparts tombent rapidement, « Amance desserrant sa ceinture de pierre respira sans la regretter beaucoup » (P.-L. David). Au XVIIIe siècle les du Châtelet sont seigneurs d’Amance. Louis Marie Florent du Châtelet sera le dernier seigneur d’Amance ; ayant pris la tête d’un réseau contre-révolutionnaire, il est guillotiné à Paris, en décembre 1793).
La Révolution
Le village, sans connaître de troubles très graves met en place, avec plus ou moins d’enthousiasme et d’empressement, les organes de la nouvelle organisation locale. Le découpage du territoire national en départements fait d’Amance un chef-lieu de canton, appartenant au district de Jussey, département de la Haute-Saône. Les querelles, les conflits les plus graves naissent de la « guerre religieuse » (Claude-Gaspard Maignien, un enfant du village, compte parmi les victimes des « Massacres de Septembre » de 1792, à Paris) ; les épreuves pour la population résultent des guerres révolutionnaires (recrutement de volontaires ; réquisitions…).
Viennent les XIXe et XXe siècles, siècles des grandes transformations de la société : découvertes scientifiques et techniques, transformations sociales, colonisation… mais également instabilité politique, conflits mondiaux et décolonisation… Le village subit bien sûr les évènements mais sait aussi en saisir les opportunités pour s’adapter, se transformer, se moderniser. Amance prend alors, progressivement, son visage actuel :
- construction de la mairie-écoles (1836-1837), ouverture de la gare de « Port-d’Atelier-Amance » (en 1855) sur la ligne de chemin de fer Paris-Mulhouse ; passage, avec halte, de la ligne de tram (1911) ; élévation du monument aux morts (1921) ; puis travaux d’urbanisme (aménagement des espaces, salle polyvalente, immeuble à vocation « habitat et services », terrain de sport, gymnase, etc.) …
- la vie communale (économie, culture, loisirs) s’organise et évolue avec les époques.

La commune reste chef-lieu de canton jusqu’au redécoupage cantonal de 2014, elle appartient depuis au Canton de Port-sur-Saône. De 1994 à 2014, Amance fait partie de la communauté de communes « Agir ensemble » qui, en 2014 donc, fusionne avec d’autres intercommunalités pour former la communauté de communes Terres de Saône.

## Politique et administration

### Rattachements administratifs et électoraux
Amance fait partie de l'arrondissement de Vesoul du département de la Haute-Saône, en région Bourgogne-Franche-Comté. Pour l'élection des députés, elle dépend de la première circonscription de la Haute-Saône.
La commune était depuis 1793 le chef-lieu du canton d'Amance. Dans le cadre du redécoupage cantonal de 2014 en France, la commune fait désormais partie du canton de Port-sur-Saône.

### Intercommunalité
La commune était membre de la Communauté de communes Agir ensemble, créée en 1994.
L'article 35 de la loi no 2010-1563 du 16 décembre 2010 « de réforme des collectivités territoriales » prévoyant d'achever et de rationaliser le dispositif intercommunal en France, et notamment d'intégrer la quasi-totalité des communes françaises dans des EPCI à fiscalité propre, dont la population soit normalement supérieure à 5 000 habitants, les communautés de communes : 
- Agir ensemble ;  
- de la Saône jolie ; 
- des six villages ; 
et les communes isolées de Bourguignon-lès-Conflans, Breurey-lès-Faverney et Vilory ont été regroupées pour former le 1er janvier 2014 la communauté de communes Terres de Saône, dont est désormais membre la commune.

### Liste des maires
| Période                                  | Période                    | Identité            | Étiquette           | Qualité |
| ---------------------------------------- | -------------------------- | ------------------- | ------------------- | --- |
| 1894                                     | 1896                       | M. Camille Billerey | Républicain         | Vétérinaire Conseiller général d'Amance (1885 → 1901) |
| 1896                                     | 1921                       | Charles Joly        | Rad.                | Notaire Conseiller général d'Amance (1901 → 1940) |
|                                          |                            | Camille Bussière    | RI puis UDF         | Conseiller(e) général(e) d'Amance (1955 → ?) |
| Les données manquantes sont à compléter. |                            |                     |                     | |
| mars 2001                                | 2008                       | Augustin Sœur       | PS[réf. nécessaire] | |
| mars 2008                                | En cours (au 14 août 2016) | Jean-Marie Bertin   | PS puis DVG         | Ingénieur à l'ONF Président de l'ex-CC Agir ensemble (? → 2013) Vice-président de la CC Terres de Saône (2014 →) Conseiller départemental depuis 2021 Réélu pour le mandat 2014-2020, |

## Population et société

### Démographie
En 2022, Amance comptait 668 habitants. À partir du XXIe siècle, les recensements réels des communes de moins de 10 000 habitants ont lieu tous les cinq ans. Les autres « recensements » sont des estimations.
| 1793 | 1800 | 1806 | 1821 | 1831  | 1836  | 1841  | 1846  | 1851 |
| ---- | ---- | ---- | ---- | ----- | ----- | ----- | ----- | ---- |
| 862  | 905  | 995  | 982  | 1 055 | 1 021 | 1 032 | 1 017 | 991  |

| 1856 | 1861 | 1866 | 1872 | 1876 | 1881 | 1886 | 1891 | 1896 |
| ---- | ---- | ---- | ---- | ---- | ---- | ---- | ---- | ---- |
| 977  | 983  | 974  | 928  | 934  | 896  | 883  | 812  | 783  |

| 1901 | 1906 | 1911 | 1921 | 1926 | 1931 | 1936 | 1946 | 1954 |
| ---- | ---- | ---- | ---- | ---- | ---- | ---- | ---- | ---- |
| 778  | 797  | 829  | 791  | 801  | 796  | 819  | 819  | 772  |

| 1962 | 1968 | 1975 | 1982 | 1990 | 1999 | 2006 | 2011 | 2016 |
| ---- | ---- | ---- | ---- | ---- | ---- | ---- | ---- | ---- |
| 783  | 768  | 728  | 730  | 755  | 754  | 697  | 707  | 656  |

| 2021 | 2022 | - | - | - | - | - | - | - |
| ---- | ---- | - | - | - | - | - | - | - |
| 664  | 668  | - | - | - | - | - | - | - |

### Manifestations culturelles et festivités
Foire de l'ouillotte (oie en patois franc-comtois) chaque année depuis 1985,.

## Culture locale et patrimoine

### Lieux et monuments
- Mairie d'Amance
- Église Saint-Laurent
- Remparts d'Amance[23]
- Maison Bucheron[24]
- Gare de Port-d'Atelier-Amance

Galerie de photographies
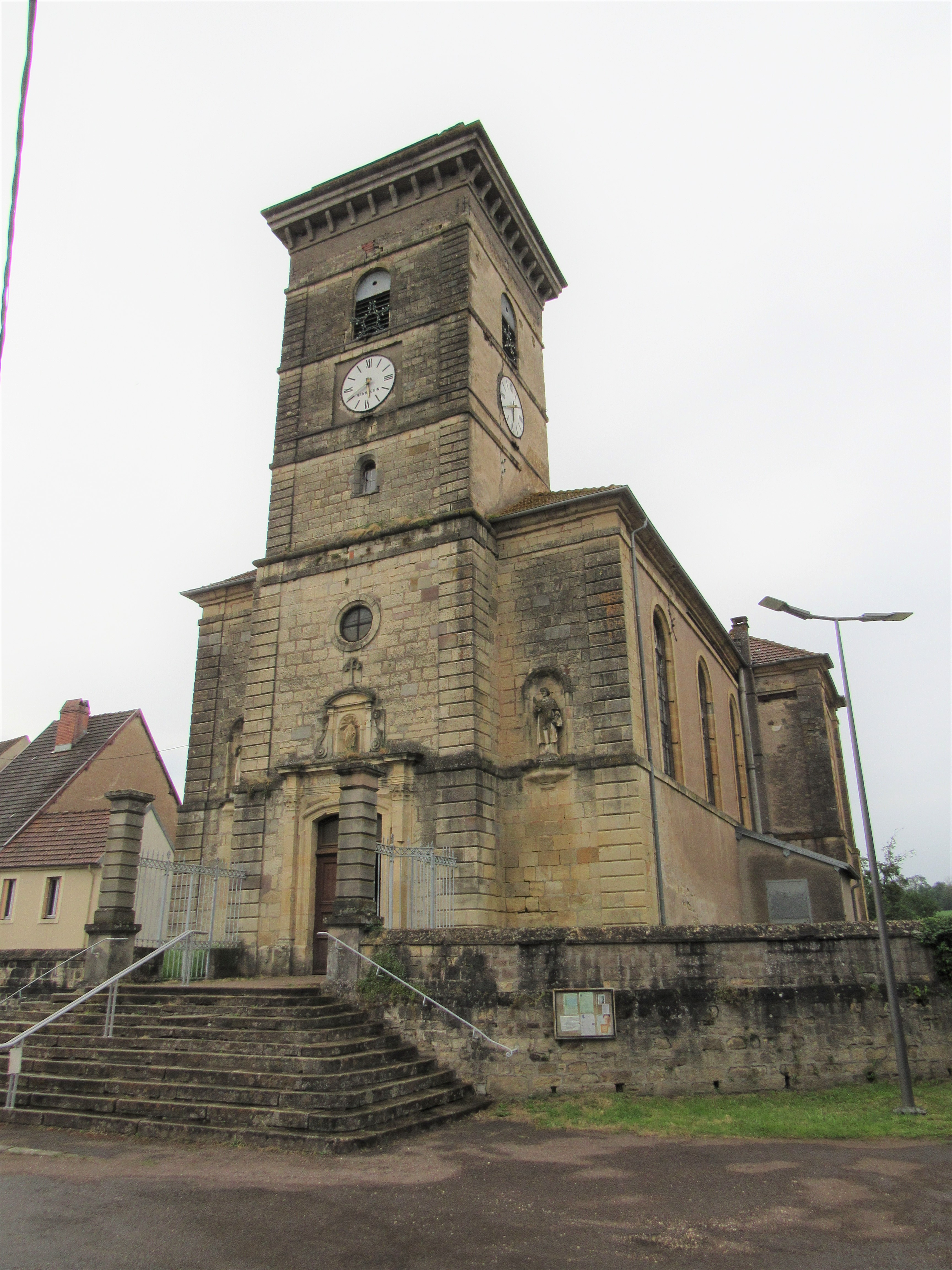
L'église Saint-Laurent
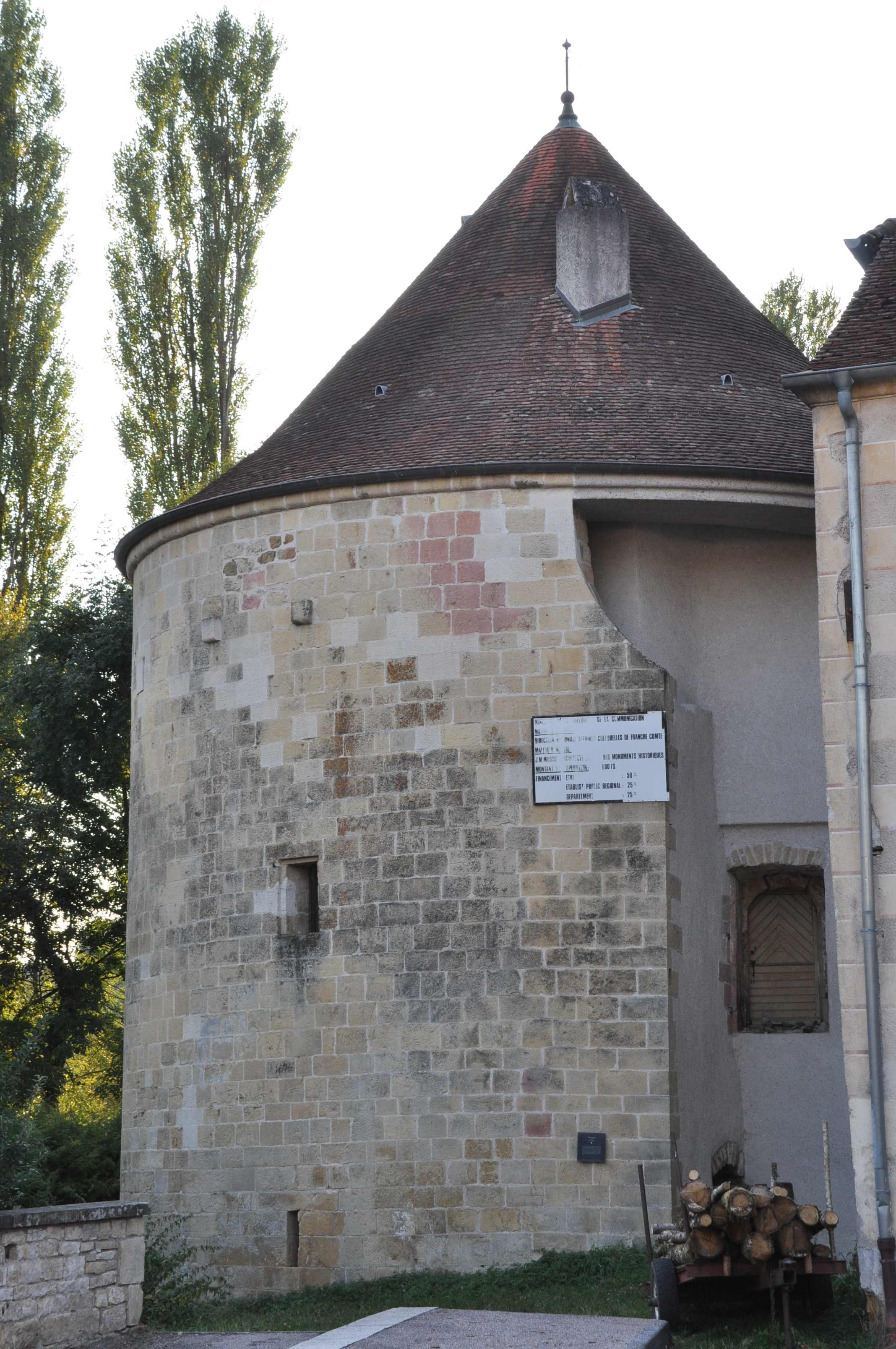
La tour ouest des remparts
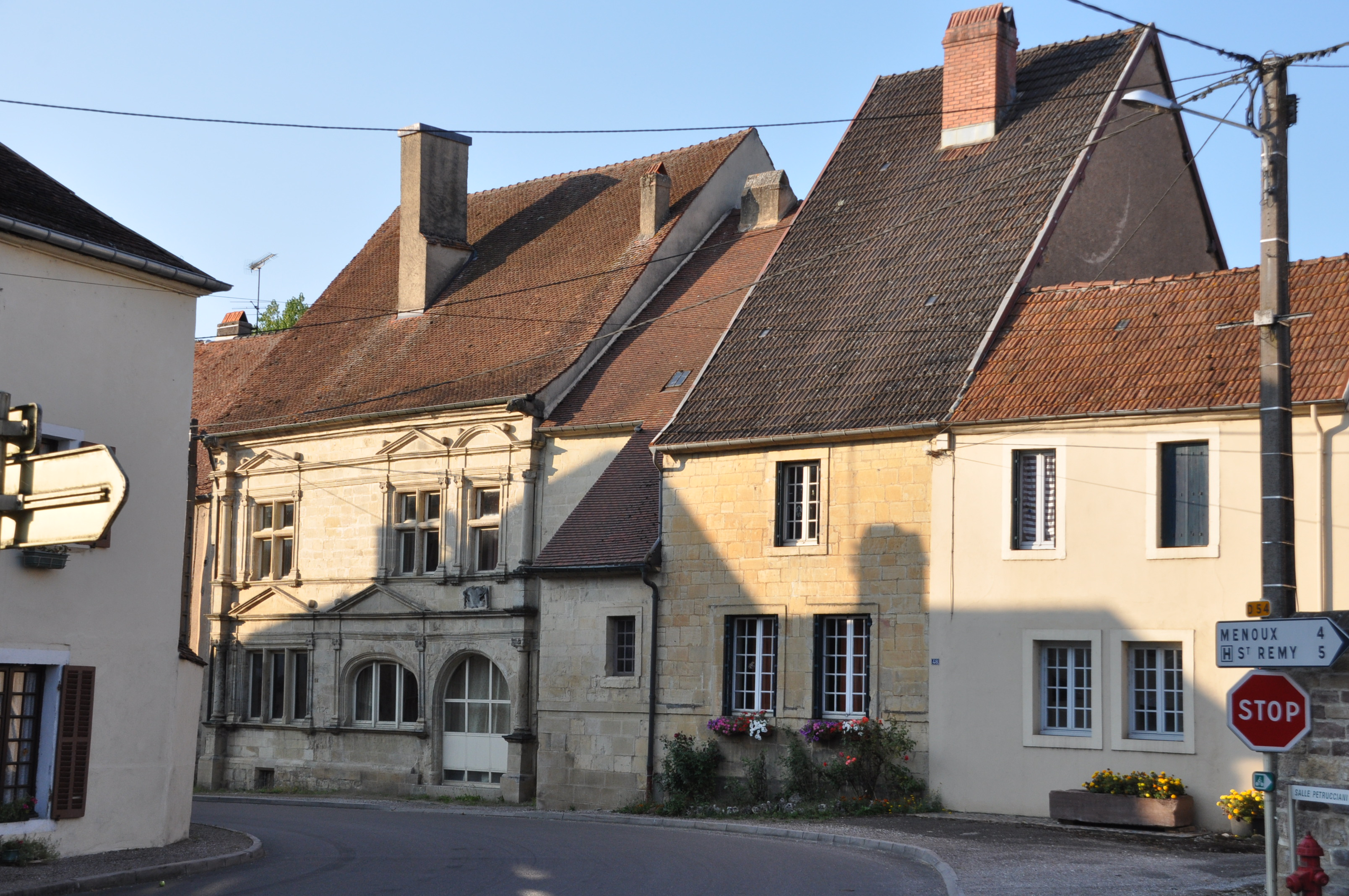
La maison Bucheron
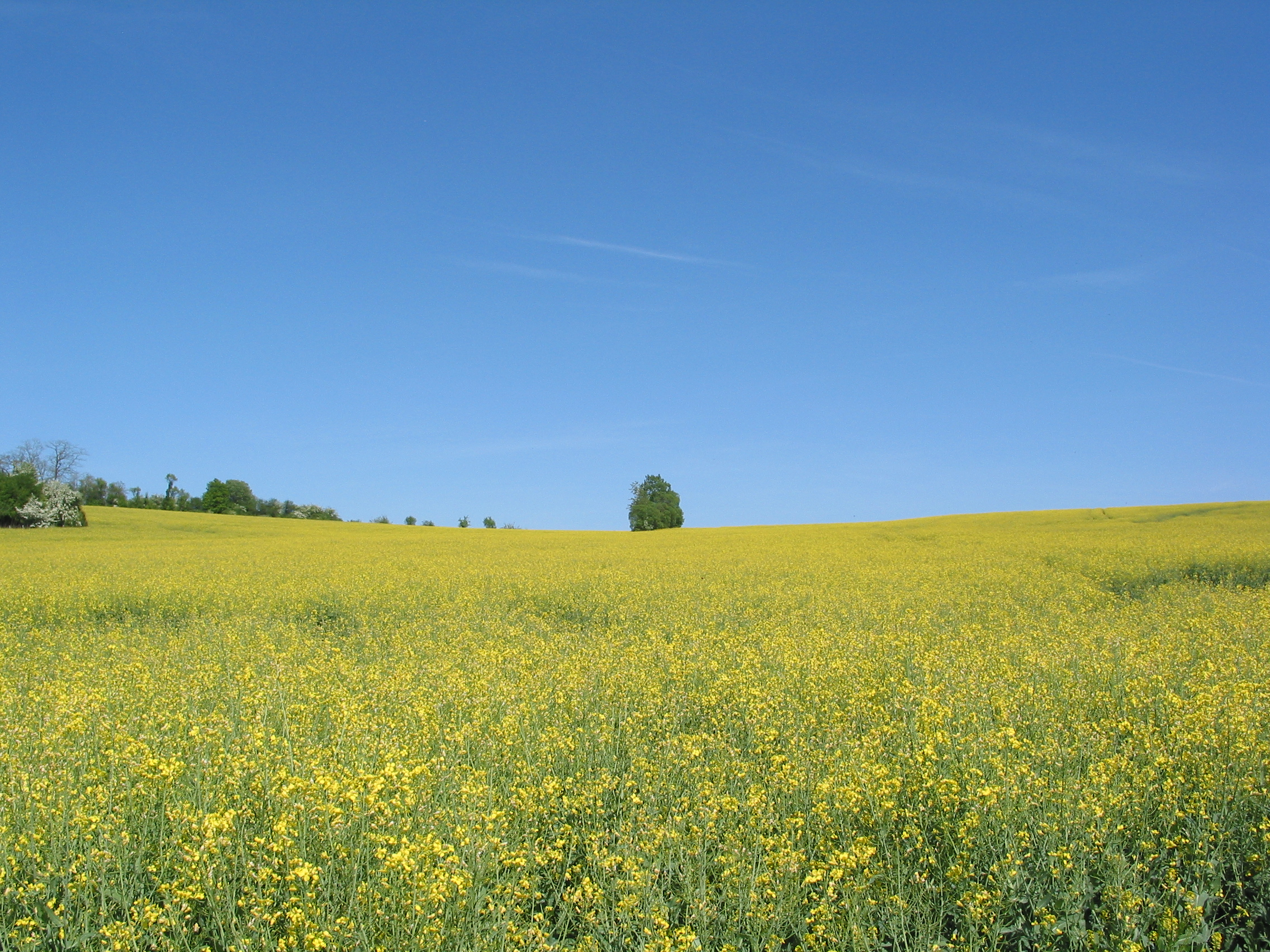
Pré à Amance

### Personnalités liées à la commune

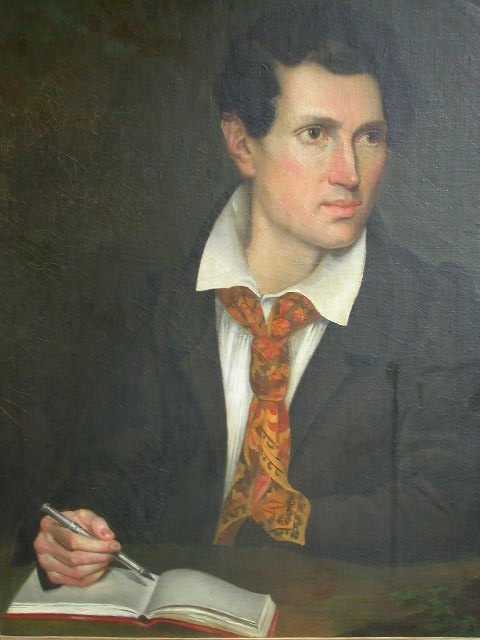
Autoportrait d'Auguste Desprez, peintre de l'École française du XIXe siècle.

- Claude Doyen, demeurant à Amance, de la seigneurie d'Amance en 1572 ; Laurent Doyen, capitaine-châtelain d'Amance, receveur pour le Roi, épouse en 1595 Laborey Françoise qui lui donna trois fils ; Jean Guillaume Doyen, fermier des rentes seigneuriales en 1619, capitaine châtelain de la seigneurie d'Amance en 1628.
- Auguste Desprez de Gésincourt, né à Amance en 1791, était un peintre réformateur de l'École française, considéré comme un précurseur de la peinture du XIXe siècle. Il exposa aux salons de 1834, 1835 et 1836. Il est le fils de François Joseph Desprez, commandant au régiment de Savoie-Carignan et Chevalier de Saint Louis. Le 2 octobre 1779, les biens seigneuriaux de Gésincourt, d'Amance et d'Aboncourt ont été cédés par le Comte de Montrevel à François Joseph Desprez. La famille Desprez adopta alors le patronyme « de Gésincourt » qu'elle dissimula ensuite pendant la Révolution pour le porter à nouveau à partir de 1861. L'œuvre d'Auguste Desprez de Gésincourt a été étudiée récemment et publiée[25].
- Jacques Ferrand (1746-1804), homme politique, mort à Amance

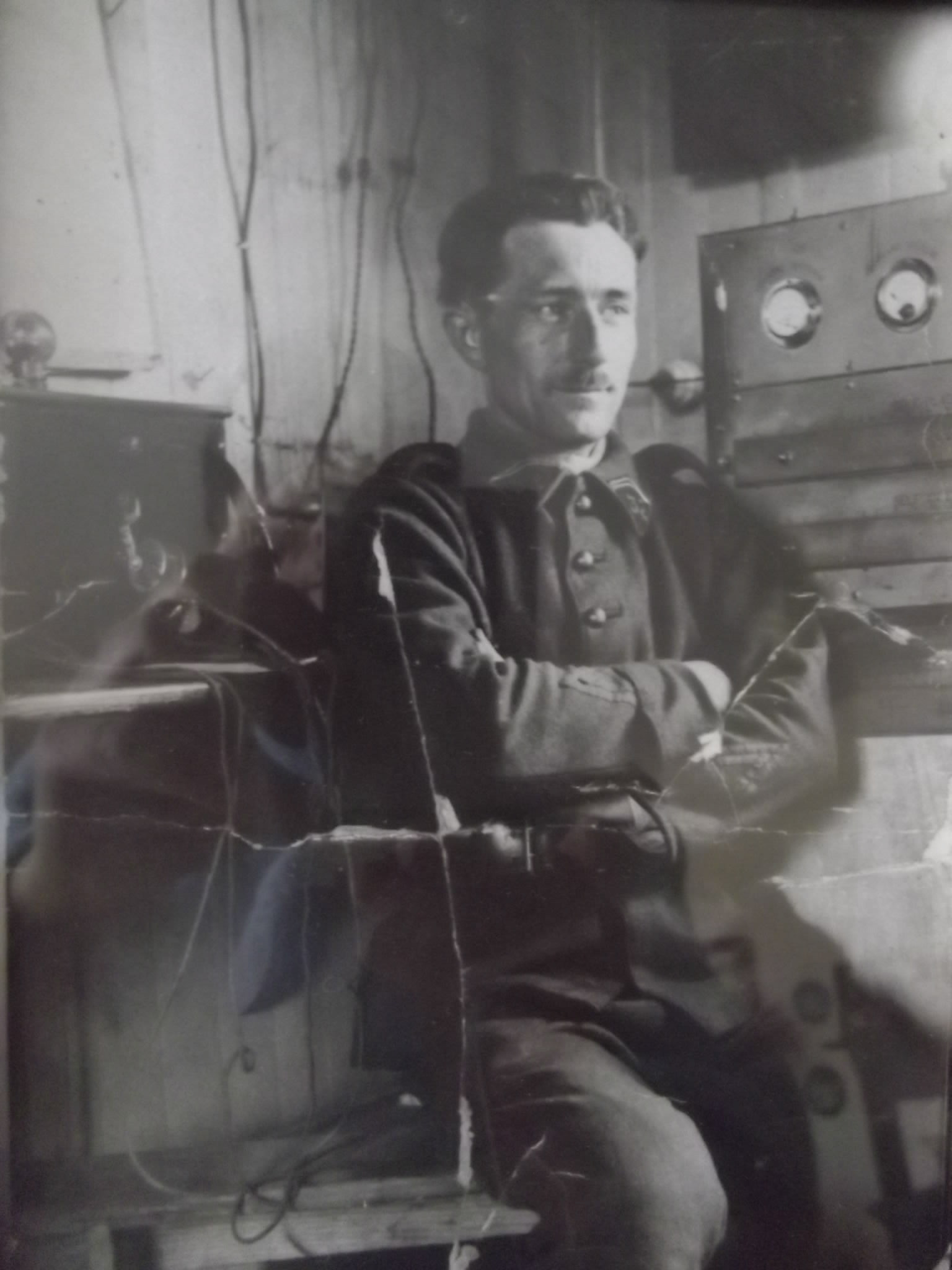
Léopold Aubry dans son atelier Maison Genin 1929

- Léopold Aubry dans son atelier Maison Genin 1929Léopold Aubry (1898-1930), pionnier de l'Aéropostale.
- Thomas Gousset (1792-1866), cardinal et théologien, a étudié au petit séminaire d'Amance

### Héraldique
|  | Les armes de la ville se blasonnent ainsi : burelé de douze pièces d’argent et de sable, à la bande de gueules brochant sur le tout. |